# 손기정
손기정(孫基禎, 1912년 10월 9일~2002년 11월 15일)은 대한민국의 체육인이다. 일제강점기 당시 육상 선수로 활동했으며 주 종목은 마라톤이었다.
1936년 하계 올림픽 마라톤에서 금메달을 획득하면서 한국인 선수로는 최초로 올림픽 금메달리스트가 되었다. 그는 한국인이었으나 당시 한국은 일제강점기 시기였기 때문에 일본어 이름인 손 기테이(일본어: 孫 基禎)라는 이름을 쓰고 일본 국가대표 선수로 출전해야 했다. 그는 이 대회에서 2시간 29분 19.2초를 기록하여 마라톤 올림픽 신기록을 수립했다.
해방 후에는 육상 감독과 체육 행정가로 활동하여 대한체육회 부회장, 대한민국 마라톤 국가대표팀 감독, 대한육상경기연맹 부회장 등 여러 직책을 역임했으며, 1952년 하계 올림픽에 대한민국 마라톤 대표팀 감독 자격으로 대한민국 선수단 기수를 맡았다. 대한민국 서울에서 개최된 1988년 하계 올림픽 개막식 당시 첫번째 성화 봉송 주자를 맡았다.

## 생애

### 소년기
일제 강점기 조선 평안북도 의주부 광성면 민포리에서 출생(1938년 평안북도 신의주부 남민포동으로 편입)하여 성장한 그는 신의주의 학교를 다녔다. 1926년(보통학교 5학년 때) 초봄에 해일이 일어나 오늘날의 신의주부 남민포동(南敏浦洞) 일대가 바닷물에 잠겨 학업을 중단하고 장사에 나섰다. 14세의 나이로 철따라 물건을 바꿔가며 참외장사, 각설탕 장사, 군밤장사 등을 했다. 덕분에 2학기부터 약죽(若竹)보통학교에 다시 다닐 수 있었으나, 6학년 졸업을 할 때까지 낮에는 학교에 가고 저녁에는 장사해야 하였다. 손기정은 집에서 학교까지 약 2킬로미터의 자갈길을 항상 뛰어다녔다.
손기정은 양정고등보통학교에서 공부하였는데, 개신교 사상가인 김교신 선생이 교사로 일한 학교였으므로 김교신 선생과 교사와 제자로서의 친분이 있었던 것으로 알려져 있다. 1936년 하계 올림픽에서 금메달을 획득한 후 인촌 김성수의 권유로 보성전문학교 상과에 입학했지만, 일제의 감시 탓에 자퇴한 후 다시는 육상을 하지 않는다는 조건 하에 일본으로 건너가 1940년에 일본의 메이지 대학에 입학하여 법학부를 졸업했다. 그는 중학교 시절부터 육상 선수로 활약했으며, 1933년부터 1936년까지 마라톤 대회 13개에 참가했고 그 중 10개에서 우승했다. 그는 1935년 11월 3일에 2시간 26분 42초의 비공인 세계 신기록을 세웠으며, 이 기록은 1947년까지 유지되었다. 개인 최고 기록은 이보다 더 좋은데, 표준 마라톤보다 더 긴 코스(42.715 km)에서는 2시간 25분 14초, 더 짧은 코스에서는 2시간 24분 51초를 기록했다.

### 1936년 하계 올림픽마라톤과 일장기 말소 사건

1936년 8월 13일자 조선중앙일보에 실린 '일장기 말소 사건'

1936년 8월 25일자 동아일보에 실린 '일장기 말소 사건'

1936년 하계 올림픽 마라톤 경기장을 나서는 손기정

1936년 8월 9일에 열린 1936년 베를린 올림픽의 하이라이트인 마라톤 경기는 우승 후보로 꼽히던 아르헨티나의 후안 사발라와 손기정의 다툼이었고 손기정은 후반의 막바지 코스인 비스마르크 언덕에서 앞서 가던 사발라를 추월하면서 마라톤에서 우승했다. 아돌프 히틀러는 경기 다음 날 손기정을 면담하고 격려하였다.
손기정은 42.195km를 2시간 29분 19.2초에 주파해 당시 올림픽 신기록을 세우며 금메달을 땄다. 이 때 손기정과 함께 출전했던 남승룡이 동메달을 차지하였다. 1936년 당시에는 대한제국이 일본의 지배 아래에 있었기 때문에 그는 일본 국가대표로 뛰어야 했고, 이름의 로마자 표기도 일본식으로 읽은 손 기테이(일본어: 孫 基禎)라는 이름을 사용했다. 하지만 손기정은 한국어 이름으로만 서명했으며 그 옆에 한반도를 그려 넣기도 했다. 인터뷰에서도 그는 자신의 모국이 대한민국이라고 밝혔다. 시상식 때도 태극기가 아닌 일장기가 올라오는 것을 보고 눈물을 흘렸다. 그는 경기 후 일본 선수단이 여는 축하 파티에 참석하지 않고, 베를린에 있는 조선인 두부공장에서 열린 우승을 축하하는 모임에 참석하였다.
당시 조선중앙일보와 동아일보가 그의 사진에서 일장기를 말소한 후 기사를 게재한 일장기 말소 사건이 일어났다. 이 사건으로 동아일보 사회부장이었던 현진건이 1년 간 감옥에서 복역하는 등 언론 종사자들이 탄압을 당했으며, 당시 체육계에서 나름 입김이 있었던 인사이자 손기정과 개인적으로 친분이 있었던 여운형 조선중앙일보 사장도 고초를 겪어야 했다. 손기정도 조선으로 귀국할 당시 환영 대신 경찰들로부터 연행 마냥 대우받았고, 전차를 타는 것조차 일본 경찰의 감시를 받아야 했다. 이 여파로 보성전문학교에 입학한 후에도, 일제의 감시가 강화된 탓에 중퇴하고 말았다.
손기정은 유럽 여러 나라와 인도를 거쳐 싱가포르에 도착했을 때 그는 선배로부터 “주의하라. 본국에서 사고가 나서 일본인들이 너희를 감시하라는 전문이 선수단에 들어왔다”는 이야기를 들었다. 동아일보가 손기정이 입은 옷에 있는 가슴 부위의 일장기를 지워서 기사로 게재한 사실 때문이라고 했다. 자신의 사진 때문에 신문이 정간되고 많은 기자가 복역을 하는 등 고초를 당했다는 소식을 들은 손기정은 ‘다시는 마라톤을 하지 말아야겠다’고 재차 다짐했다. 예상대로 가는 곳마다 일본 경찰이 손기정을 감시했다. 마치 사상범을 다루듯 몸을 검색하기도 했다. 그는 “마라톤 우승을 반납하고 싶다”고까지 말했다.

### 사회 활동
보성전문학교를 그만두고 일본으로 건너가 메이지 대학을 졸업한 후, 1944년까지 조선저축은행에서 은행원으로 잠깐 일했다. 일제강점기 말기 1945년 3월에는 개인적으로 친분이 있는 여운형을 만나서 경기도 주안 조병창이 채병덕 중좌에게 전갈을 보내는 연락담당 역할을 했다. 1947년 7월 19일에 여운형이 극우 인사 한지근의 총격으로 살해당하자, 동년 8월 3일 서울운동장에서 열린 인민장 영결식에 참석하여 역도선수 김성집 등의 체육인들과 함께 여운형의 관을 운구하였다.

### 광복 이후
1948년 대한민국 정부 수립 이후 대한체육회 부회장, 1963년에 대한육상경기연맹 부회장을 역임했으며, 1966년 아시안 게임에서 한국 대표단장으로 참가하였다. 1971년에는 올림픽 위원회(KOC) 위원, 1981년부터 1988년까지는 서울 올림픽 조직 위원을 역임하였고, 1988년 서울 올림픽 개회식에서 성화 봉송 최종 주자로 나서 전 세계인의 안목을 집중시켰다. 각각 1947년과 1950년에 코치로 활동하여 보스턴 마라톤에서 우승한 마라토너 서윤복과 함기용의 전담 코치를 맡아 이들을 훈련시켰고, 1992년 바르셀로나 올림픽 마라톤에서 우승한 황영조는 손기정이 자신의 정신적 지주였다고 밝혔다. 1983년 《나의 조국 나의 마라톤》 자서전을 통해 당시 상황과 심정을 밝혔다. 보성전문학교의 후신인 고려대학교에서 경영학과 명예 졸업장을 전달한다.

### 말년
1990년대 이후 간혹 방송과 인터뷰에 참여하였다. 2002년 11월 15일에 지병이던 만성 신부전증과 폐렴으로 강남구 일원동 삼성서울병원에서 향년 90세의 나이로 세상을 떠났고, 국립대전현충원에 안장되었다. 사후 체육훈장 청룡장이 추서되었다. 모교 양정고등학교가 서울특별시 양천구 목동으로 이전한 후, 서울역 서부 출구(서부역)에서 멀지 않은 만리동2가에 있었던 옛 양정고등학교 자리에 손기정공원과 손기정 기념관이 만들어졌다. 손기정 기념관은 나라를 잃은 어려운 시절, 세계를 재패해 우리 민족의 긍지를 높여준 손기정 선수(1936년 하계 올림픽 마라톤 금메달리스트)의 뜻을 기리고, 국제적인 스포츠 관광 자원으로 개발하고자 1918년 만리동에 건립된 손기정 선수(21회 졸업)의 모교인 양정의숙 건물을 리모델링하여 손기정 탄생 100주년인 2012년 10월 14일에 개관하였다.

### 사후
1979년 5월 손기정은 당시 박정희 대통령의 기념관 건립 의사에 따라 기념품 1,500여 점을 국가에 기증했고, 육영재단은 서울특별시 광진구 능동의 어린이회관에 '손기정 전시관'을 지어 2005년도 기념품을 보관 및 전시하고 있다.

## 기타 이력
- 前 숭실대학교 체육교육학과 특임초빙교수
- 前 고려대학교 체육교육학과 특임초빙교수
- 前 한양대학교 체육교육학과 특임초빙교수

## 기타 비고 사안
손기정의 베를린 마라톤 우승 소식이 알려지자, 윤치호는 광의로 보아 황인종의 자랑이며 백인의 종의 우월성을 타파한 일이라며 칭송하였다.

## 수상
- 베를린 올림픽 육상 남자 마라톤 금메달(1936년)
- 대한민국 체육상(1957년)
- 혁명정부 문화공로상(1963년)
- 아베베 비킬라상(1967년)
- 서울신문사 체육상(1967년)
- 국제 육상 경기 연맹 공로상(1968년)
- 국제 육상 경기 연맹 창립 70주년 특별기념상(1982년)

### 수훈
- 국민훈장 모란장(1970년 7월 13일)
- 체육훈장 청룡장(2002년 12월 2일)
- 문화포장(1962년 8월 15일)
- 대통령 표창(1988년 2월 4일)

## 국적 귀속 분쟁
올림픽 공식 기록에는 손기정의 국적이 우승 당시 시점의 일본으로 되어 있고 올림피아슈타디온 베를린에 세워진 기념비에는 그의 국적을 일본으로 기록하고 있다. 일본 올림픽 위원회 홈페이지와 일본 올림픽 박물관에서는 손기정과 남승룡을 일본의 메달리스트로 소개하고 있다.
국제 올림픽 위원회의 홈페이지에는 올림픽 개최 당시의 역사를 반영해 식민지인들의 국적을 독립 후 국적으로 반영할 수 없다는 입장에 따라 손기정의 이름을 '손 기테이'로, 국적을 일본으로 표기하고 있지만 그의 일대기에는 이름을 손기정으로, 국적을 한국(대한민국)이라고 표기하고 있으며 일제강점기로 인해 일본 국적을 달고 경기에 나오게 되었다고 설명하고 있다. 미국 캘리포니아에 있는 올림픽 역대 마라톤 우승자 기념비와 올림픽 기록집 등에는 손기정의 국적을 일본이 아닌 대한민국으로 소개하고 있다.

## 관련 문화재

### 손기정투구

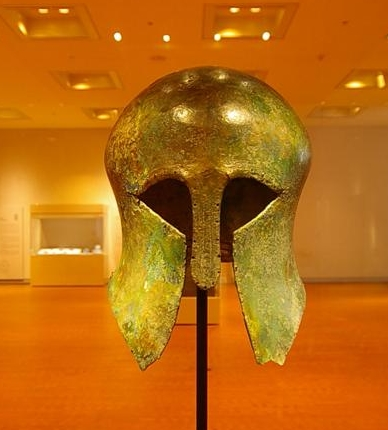
손기정 투구 (보물 제904호)

- 보물 제 904호 (지정년월일: 1987년 3월 7일)
- 시대: 기원전 7~8세기 / 1875년 발굴
- 국립중앙박물관 소장

“손기정 투구”로 알려진 이 투구는 그리스 아테네 브라드니 신문사가 1936년 하계 올림픽 당시 육상 남자 마라톤 우승자에게 씌워 주려 했으나 전달되지 못하고 50년 간 베를린의 샤로텐부르크 박물관에 보관되어 오다가, 1986년 손기정에게 전달되었다. 손기정은 이를 지난 1994년 국가에 기증했으며, 정부는 손기정의 마라톤 우승을 기념하기 위해 서양 유물로는 처음으로 보물 904호로 지정했다.

### 손기정 월계관 기념수

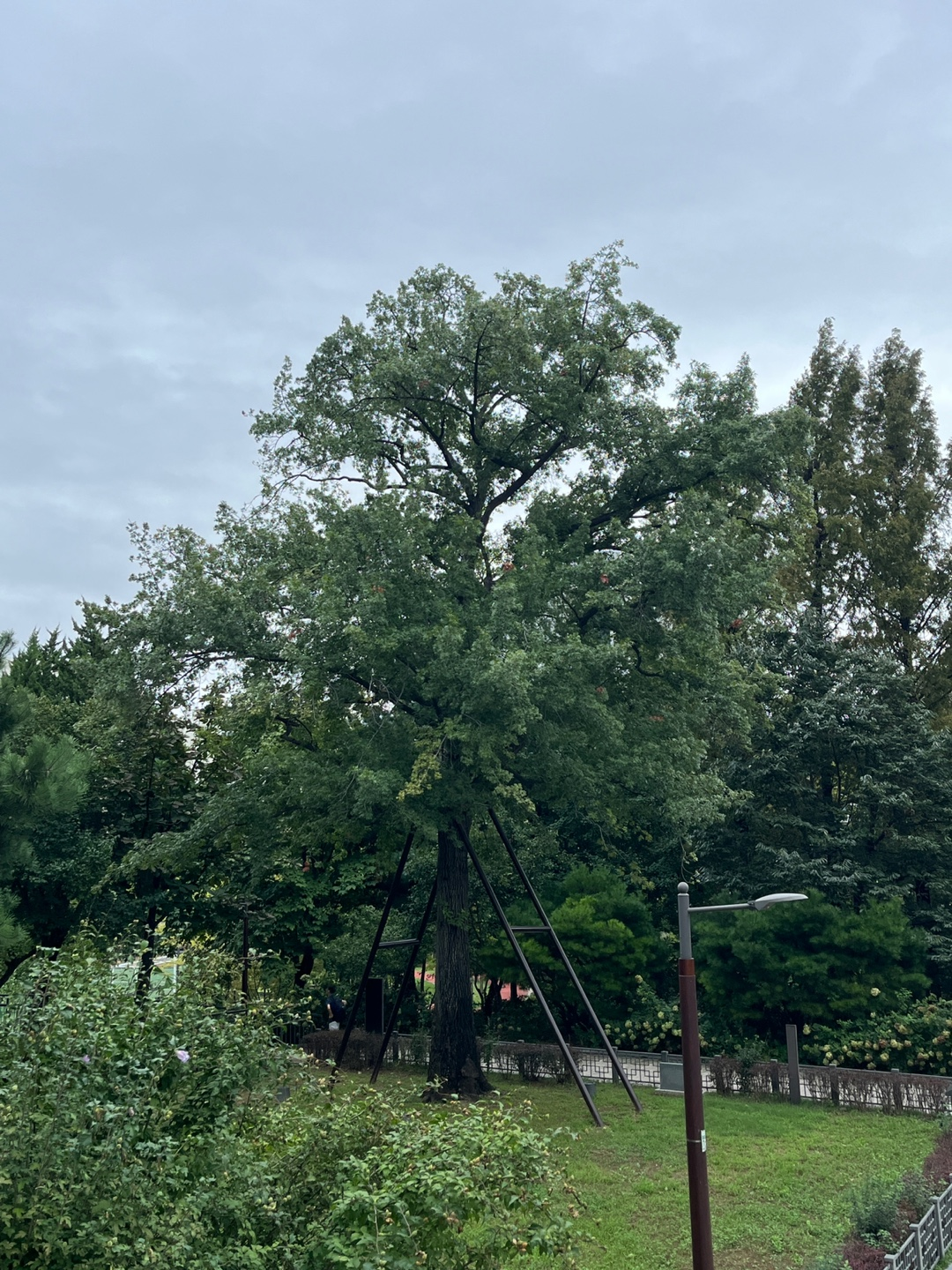
손기정 월계관 기념수

손기정 월계관 기념수는 1936년 베를린에서 열렸던 제11회 올림픽 대회의 마라톤 우승자인 손기정이 당시 독일의 총통이었던 아돌프 히틀러로부터 받아온 것을  손기정의 모교인 양정중학교와 양정고등학교가 있던 곳에 심은 나무이다. 1982년 11월 13일 서울특별시 기념물 제5호로 지정되었다. 1987년 양정중·고등학교가 양천구 목동으로 이전된 뒤 그 자리에 손기정체육공원이 조성되었다. 2024년 7월 11일 서울특별시 기념물에서 시도자연유산으로 변경되었다.

## 관련 가요
- 마라손 제패가

## 광고 출연
- 1984년 공익광고협의회 서울 올림픽 공익광고
- 1990년 팔도일보
- 1992년 KT&G 홍삼정
- 1998년 삼성 기업 PR

## 사진

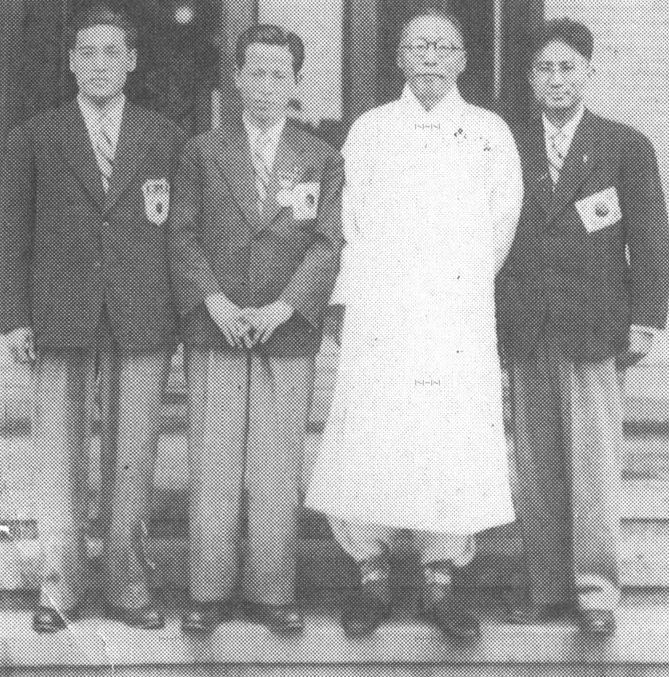
1947년 보스턴 마라톤 대회 이후 경교장에서 기념사진. 왼쪽부터 손기정, 서윤복, 김구, 남승룡
베를린 마라톤에서 우승한 직후 세브란스 병원 관계자들과 촬영한 사진 (1936년). 손기정의 옆은 세브란스 병원장 오긍선, 오른쪽 맨 끝은 윤치왕
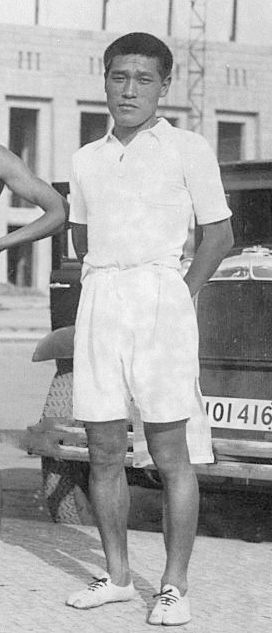
베를린 올림픽 마라톤에 참가한 손기정
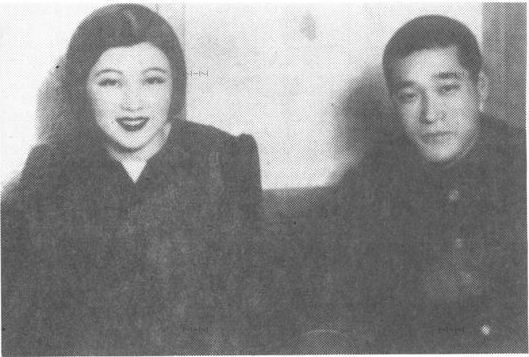
1936년 하계 올림픽 마라톤 우승하고나서 귀국 이후 명월관에서 무용가 최승희와 손기정

## 대중 매체에서 손기정
- 1994년 2월 13일 KBS1 《다큐멘터리극장》에서 배우 차기환이 분했다.

## 같이 보기
- 남승룡
- 박영록 (1922년)
- 여운형
- 베를린 올림픽
- 조선중앙일보

## 참고 문헌
- <나의 조국 나의 마라톤>, 손기정 저. 한국일보사.